# Aeropuerto de la isla de Astove
Aeropuerto de la isla de Astove (OACI: FSSA) es una pista de aterrizaje que sirve a la isla de Astove en Seychelles. La isla se encuentra a 1,040 kilómetros al  suroeste de la capital de Seychelles (Victoria) en Mahé.